# Broćanac Viluški
Broćanac Viluški este un sat din comuna Nikšić, Muntenegru. Conform datelor de la recensământul din 2003, localitatea are 92 de locuitori (la recensământul din 1991 erau 116 locuitori).

## Demografie
În satul Broćanac Viluški locuiesc 79 de persoane adulte, iar vârsta medie a populației este de 46,5 de ani (41,4 la bărbați și 51,1 la femei). În localitate sunt 30 de gospodării, iar numărul mediu de membri în gospodărie este de 3,07.
Populația localității este foarte eterogenă.
|  |

| Demografie | Demografie | Demografie |
| An         | Locuitori  | Locuitori  |
| ---------- | ---------- | ---------- |
|            |            |            |
|            |            |            |
|            |            |            |
|            |            |            |
| 1948       | 277        |            |
| 1953       | 277        |            |
| 1961       | 259        |            |
| 1971       | 219        |            |
| 1981       | 184        |            |
| 1991       | 116        | 116        |
| 2003       | 92         | 92         |

| \| Componența etnică conform recensământului din 2003[2] \| Componența etnică conform recensământului din 2003[2] \| Componența etnică conform recensământului din 2003[2] \| Componența etnică conform recensământului din 2003[2] \| Componența etnică conform recensământului din 2003[2] \| \| ----------------------------------------------------- \| ----------------------------------------------------- \| ----------------------------------------------------- \| ----------------------------------------------------- \| ----------------------------------------------------- \| \| \| \| \| \| \| \| Sârbi \| Sârbi \| \| 48 \| 52,17% \| \| Muntenegreni \| Muntenegreni \| \| 31 \| 33,69% \| \| Rusi \| Rusi \| \| 1 \| 1,08% \| \| necunoscută \| necunoscută \| \| 2 \| 2,17% \| |              |  |    |        |
| Componența etnică conform recensământului din 2003 |              |  |    |        |
| |              |  |    |        |
| Sârbi | Sârbi        |  | 48 | 52,17% |
| Muntenegreni | Muntenegreni |  | 31 | 33,69% |
| Rusi | Rusi         |  | 1  | 1,08%  |
| necunoscută | necunoscută  |  | 2  | 2,17%  |